# (1201) Strenua
(1201) Strenua es el asteroide número 1201 situado en el cinturón principal. Fue descubierto por el astrónomo Karl Wilhelm Reinmuth  desde el observatorio de Heidelberg, el 14 de septiembre de 1931. Su designación alternativa es 1931 RK. Está nombrado con la palabra latina «strenuus» en honor del astrónomo alemán Gustav Stracke (1887-1943).